# SOS Fantômes : La Menace de glace
Pour les articles homonymes, voir Ghostbusters (homonymie).
Série SOS Fantômes
SOS Fantômes : L'Héritage
(2021)
Pour plus de détails, voir Fiche technique et Distribution.
SOS Fantômes : La Menace de glace ou SOS Fantômes : L'Empire de glace au Québec (Ghostbusters: Frozen Empire) est un film américain réalisé par Gil Kenan et sorti en 2024. Cinquième film de la franchise SOS Fantômes, il est la suite directe de SOS Fantômes : L'Héritage (2021) de Jason Reitman.

## Synopsis
Trois ans après les événements de Summerville dans l'Oklahoma, Callie Spengler vit désormais à New York avec son petit ami Gary Grooberson et ses enfants, Trevor et Phoebe, désormais âgés respectivement de 18 et 15 ans. Leurs amis Lucky Domingo et Podcast ne sont pas loin non plus. Ils ont aidé Winston Zeddemore et Ray Stantz à relancer SOS Fantômes. Après que le groupe ait capturé un fantôme à Hell's Kitchen, ils doivent à nouveau faire face aux menaces de Walter Peck, l'adversaire de longue date des chasseurs de fantômes, aujourd'hui maire de la ville. Ce dernier menace de faire fermer SOS Fantômes en raison, notamment, de la présence d'une mineure au sein de l'équipe. Pour l'apaiser, Callie retire Phoebe. Bouleversée, la jeune fille tente de contrôler ses émotions en jouant aux échecs dans un parc voisin, où elle rencontre et se lie d'amitié avec Melody, le fantôme d'une adolescente jadis décédée dans un incendie.
Pendant ce temps, Ray observe dans sa boutique des objets maudits pour les examiner avec Podcast. Arrive alors un homme nommé Nadeem Razmaadi, qui veut vendre un étrange orbe en laiton avec des marques rituelles qui appartenait à sa grand-mère. Ray soupçonne qu'il s'agit d'un piège apotropaïque. Lorsqu'il teste ses niveaux d'énergie psychokinétique, l'orbe émet immédiatement une énergie télékinésique à large spectre. Une vague glaciale se déplace de l'orbe jusqu'au quartier général de la caserne des pompiers des Ghostbusters et endommage l'unité de confinement des ectoplasmes, qui est dangereusement proche de sa capacité limite de stockage. Winston emmène alors l'orbe dans son centre de recherche paranormal privé, dirigé par le Dr Lars Pinfield. À l'aide d'un dispositif d'extraction expérimental, Lars est incapable d'extraire de l'énergie spirituelle de l'orbe. Pour en savoir plus, il rejoint Trevor et Lucky pour aller interroger Nadeem. Celui-ci révèle que l'orbe était caché par sa grand-mère dans une chambre bordée de cuivre. L'équipe demande alors de l'aide à Peter Venkman, qui découvre que Nadeem possède des pouvoirs psychokinétiques cachés.
Pendant ce temps, Ray, accompagné de Phoebe et Podcast, rend visite au Dr Hubert Wartzki, bibliothécaire de recherche à la New York Public Library. Wartzki explique que l'orbe a été construit il y a des millénaires par quatre sorciers appelés les Maîtres du Feu pour emprisonner Garraka, un dieu fantôme qui cherchait à conquérir le monde avec une armée de morts-vivants. Ils apprennent que la grand-mère de Nadeem appartenait à la lignée des Maîtres du Feu, dont l'un a empêché Garraka de s'échapper de l'orbe en 1904 lors d'un rituel simulé mené par des membres de la Manhattan Adventurers' Society. Depuis ce temps, Garraka était confiné dans l'orbe et ses cornes lui ont été arrachées, et ont été cachées.
Alors que le trio tente d'empêcher un fantôme de voler un enregistrement phonographique du rituel de 1904, Walter Peck fait arrêter les Ghostbusters en raison de la présence de Phoebe. Après une dispute avec Gary et sa mère, Phoebe s'enfuit et emmène Melody au centre de recherche de Winston. Elle utilise l'équipement d'extraction pour se projeter comme un fantôme pendant deux minutes, afin que le deux jeunes femmes puissent interagir physiquement. Melody révèle qu'elle travaille secrètement pour Garraka, qui lui a, en échange, proposé un passage vers l'au-delà. En contrôlant l'esprit désincarné de Phoebe, Garraka force son corps physique à réciter un chant rituel. Il parvient ainsi à s'échapper et tente de retrouver ses cornes. Il commence à geler toute la ville de New-York. Réalisant que Garraka veut libérer les fantômes dans l'unité de confinement de la caserne, tous les Ghostbusters — y compris l'ancienne standardiste Janine Melnitz — se rassemblent pour défendre leur quartier général. Ils sont aidés par Nadeem, qui enfile l'armure en laiton du Maitre du feu gardée par sa grand-mère, et tente de maîtriser ses pouvoirs.
Très puissant, Garraka les domine et brise l'unité de confinement. Phoebe reconfigure son pack de protons avec des alliages de cuivre pour le renforcer. Melody, trahie par Garraka, se rachète en aidant Nadeem à utiliser ses pouvoirs pour affaiblir Garraka. Ray, avec l'aide de ses camarades vétérans, piège le dieu en improvisant l'unité de confinement rompue comme un piège géant. Melody se réconcilie avec Phoebe avant de partir dans l'au-delà pour retrouver sa famille. Alors que la ville dégèle peu à peu, les chasseurs de fantômes sont salués comme des héros. Devant les journalistes, Walter Peck est bien obligé de soutenir l'équipe et de réintégrer Phoebe. Les Ghostbusters commencent à poursuivre tous les fantômes en fuite à travers la ville de New York.
Scène post-générique
Les petits Bibendum Chamallow volent un semi-remorque transportant des Stay-Puft Marshmallows dans une station-service.

## Fiche technique
Sauf indication contraire, les informations mentionnées dans cette section peuvent être confirmées par la base de données cinématographiques IMDb,  présente dans la section « Liens externes ».
- Titre original : Ghostbusters: Frozen Empire
- Titre français : SOS Fantômes : La Menace de glace
- Titre québécois : SOS Fantômes : L'Empire de glace[2]
- Titre de travail : Ghostbusters: Firehouse
- Réalisation : Gil Kenan
- Scénario : Gil Kenan et Jason Reitman, d'après les personnages créés par Dan Aykroyd et Harold Ramis
- Musique : Dario Marianelli
- Direction artistique : Daryn McLaughlan
- Costumes : Alexis Forte et Ruth Myers
- Photographie : Eric Steelberg
- Montage : Nathan Orloff et Shane Reid
- Production : Jason Blumenfeld,  Jason Reitman, Ivan Reitman
  - Production déléguée : Gil Kenan et JoAnn Perritano, Dan Aykroyd,
- Sociétés de production : Columbia Pictures, Ghost Corps (en), Bron Studios et Right of Way Films
- Sociétés de distribution : Columbia Pictures (États-Unis), Sony Pictures Releasing France (France)
- Budget : 100 millions de dollars[3]
- Pays de production :  États-Unis
- Langue originale : anglais
- Format : couleur
- Genre : comédie, fantastique, science-fiction
- Durée : 115 minutes
- Dates de sortie[4] : 
  - Belgique : 20 mars 2024
  - États-Unis : 22 mars 2024
  - France :  10 avril 2024

## Distribution
- Mckenna Grace (VF : Lévanah Solomon ; VQ : Rose Langlois) : Phoebe Spengler
- Finn Wolfhard (VF : Tom Hudson ; VQ : Louis-Julien Durso) : Trevor Spengler
- Celeste O'Connor (VF : Justine Berger ; VQ : Naïla Louidort) : Lucky Domingo
- Logan Kim (VF : Andrea Santamaria ; VQ : Lorik Saxena) : Podcast
- Carrie Coon (VF : Audrey Sourdive ; VQ : Aline Pinsonneault) : Callie Spengler
- Paul Rudd (VF : Cédric Dumond ; VQ : Patrice Dubois) : Gary Grooberson
- Bill Murray (VF : Bernard Métraux ; VQ : Marc Bellier) : Dr Peter Venkman
- Dan Aykroyd (VF : Richard Darbois ; VQ : Bruno Marcil) : Dr Raymond « Ray » Stantz
- Ernie Hudson (VF : Serge Faliu ; VQ : Éric Gaudry) : Winston Zeddemore
- Annie Potts (VF : Maïk Darah) : Janine Melnitz
- Emily Alyn Lind (VF : Émilie Lehuraux ; VQ : Lauriane S. Thibodeau) : Melody
- William Atherton (VF : Hervé Bellon ; VQ : Jacques Lavallée) : le maire Walter Peck
- Kumail Nanjiani (VF : Antoine Schoumsky ; VQ : Nicolas Charbonneaux-Collombet) : Nadeem Razmaadi
- Patton Oswalt (VF : Jérôme Wiggins ; VQ : Antoine Durand) : Dr Hubert Wartzki
- James Acaster (VQ : Louis-Philippe Berthiaume) : Dr Lars Pinfield
- John Rothman : l'administrateur de la bibliothèque

## Production

### Genèse et développement
En décembre 2021, après la sortie de SOS Fantômes : L'Héritage, Dan Aykroyd exprime son envie de faire revenir l'équipe originale du premier film dans plusieurs suites.
En avril 2022, il est annoncé qu'une suite de SOS Fantômes : L'Héritage (2020) est en développement chez Sony Pictures,.
En juin 2022, le projet est confirmé par le réalisateur du précédent volet, Jason Reitman, sous le titre Firehouse. Il est précisé peu après que l'intrigue se déroulera à New York, comme les deux premiers volets. The Hollywood Reporter annonce ensuite une sortie américaine pour décembre 2023. En décembre 2022, il est annoncé que le film sera réalisé par Gil Kenan, coscénariste du précédent film. Jason Reitman reste attaché au projet comme producteur et coscénariste.

### Attribution des rôles
En octobre 2022, Mckenna Grace annonce son retour. Le mois suivant, Ernie Hudson révèle qu'il a lu le script.
En décembre 2022, les retours de Paul Rudd, Finn Wolfhard et Carrie Coon sont officialisés. En mars 2023, Kumail Nanjiani, Patton Oswalt, James Acaster et Emily Alyn Lind  sont annoncés.
En avril 2023, des photographies révèlent la présence sur le plateau d'Ernie Hudson, qui reprend son rôle de Winston Zeddemore, ainsi que celle de William Atherton, qui interprétait Walter Peck dans le premier film.

### Tournage
Le tournage débute le 20 mars 2023,. Les prises de vues se déroulent notamment à Londres, dans les Warner Bros. Studios Leavesden ainsi qu'à New York.

### Hommage
Le film est dédié à Ivan Reitman, mort le 12 février 2022 et réalisateur des deux premiers films.

## Sortie et accueil

### Date de sortie
Le film devait initialement sortir aux États-Unis le 20 décembre 2023. Cependant, en juillet 2023, Sony modifie son planning en raison de la grève du syndicat des acteurs. La sortie américaine est alors repoussée au 24 mars 2024.
Le titre du film est révélé en novembre 2023 lors de la diffusion de la première bande-annonce.

### Critique
Le film reçoit des critiques globalement mitigées dans la presse. Sur le site d'agrégation de critiques Rotten Tomatoes, le film obtient 42% d'avis favorables, pour 288 critiques et une note moyenne de 5,2⁄10. Le consensus suivant résume les avis collectés : « Ghostbusters: Frozen Empire offre une certaine quantité de plaisir alimenté par la nostalgie pour les fans de l'original, mais un casting bondé et un ton étonnamment sérieux empêchent cette suite de véritablement susciter des étincelles. » Sur le site Metacritic, qui utilise une moyenne pondérée, le film obtient la note de 46⁄100 pour 50 critiques.
En France, le site Allociné propose une note moyenne de 2,4⁄5 basée sur 24 titres de presse.

### Box-office
| Pays ou région     | Box-office       | Date d'arrêt du box-office | Nombre de semaines |
| ------------------ | ---------------- | -------------------------- | ------------------ |
| France             | 912 244 entrées, | 26 juin 2024               | en cours           |
| États-Unis, Canada | 113 317 448 $    | 27 juin 2024               | en cours           |
| Total mondial      | 201 715 859 $    | -                          | en cours           |